# 닐스 카타야이넨
닐스 에드바르드 "니파" 카타야이넨(Nils Edward "Nipa" Katajainen: 1919년 5월 31일 – 1997년 1월 16일)은 핀란드 공군의 전투기 조종사이다. 최종 계급은 상사. 196회 비행하여 적기 35기를 격추했다. 만네르헤임 십자장 수훈자이다.
1919년 오스카르 카타야이넨(Oskar Katajainen)과 그 아내 예뉘 카타야이넨(Jenny Katajainen)의 아들로 태어났다. 1939년 공군에 자원입대하여 군 경력을 시작했으며 예비군 부사관 과정을 밟고 1940년 8월 5일 하사 임관했다. 겨울전쟁 당시 제24비행대대 및 제32비행대대에 소속되어 싸웠고 1941년 3월 1일 제대했다.
그러나 불과 몇달 뒤 계속전쟁을 준비하면서 핀란드에 재차 동원령이 내려녔고 카타야이넨은 제24비행대대로 귀환했다. 카타야이넨은 브루스터 버팔로로 17회, 메서슈미트 Bf 109로 18회 적기를 격추했다.
1942년 카타야이넨은 제6비행대대로 전근하여 노획된 소련 SB-2 폭격기 훈련을 받았다. 이후 대잠전 임무를 수행하다가 영향력 있는 동료들의 힘으로 제24비행대대로 귀환했다.
카탸야이넨은 1944년 7월 5일 심각한 부상을 당했고 치료 및 재활 기간을 거친 뒤 같은 해 11월 10일 퇴역했다. 1944년 12월 21일 170번째 만네르헤임 십자 기사로 서훈되었다. 카타야이넨은 예비군으로서 만네르헤임 십자장을 받은 유일한 공군 조종사이다.
전쟁 이후에는 헬싱키에서 사업가 일을 했다.